# Маккензи (река)
Макке́нзи (англ. и фр. Mackenzie, слейви Deh Cho — «большая река») — река на Северо-Западных территориях Канады, вытекающая из Большого Невольничьего озера и впадающая в море Бофорта (Северный Ледовитый океан). Названа в честь прошедшего её от истока до устья Александра Маккензи. Вторая по протяжённости речная система в Северной Америке после Миссисипи (по разным источникам от 1650 до 1770 км) и вторая по расходу воды в Канаде после реки Святого Лаврентия (среднемноголетний расход воды от 9,6—9,7 до 11 тыс. м³/с). Водосборный бассейн реки — один из крупнейших в мире по площади и, помимо рек, включает многочисленные крупные озёра. Люди появились в долине Маккензи в конце последней ледниковой эпохи, с отступлением ледника, путешественники европейского происхождения добрались до её бассейна в конце XVIII века.
Судоходна на всём протяжении после ледохода (обычно в конце мая у истоков и в начале июня в устье). Длина судоходных путей всей речной системы Маккензи составляет 2200 км — от Уотеруэйса на реке Атабаска (Альберта) до порта Тактояктук на побережье Северного Ледовитого океана. В бассейне Маккензи ведётся добыча нефти, природного газа, урана, золота и алмазов, коммерческое значение имеют также рыболовство и пушной промысел. Сельское хозяйство в долине Маккензи не развито в силу залегающей под поверхностью многолетней мерзлоты. В бассейне Маккензи проживает около 400 тысяч человек, из которых только 10 % — жители Северо-Западных территорий.

## Этимология
Первым европейцем, обнаружившим эту реку и прошедшим по ней в 1789 году от истока до устья, был шотландский путешественник, торговый агент пушной компании Александр Маккензи. Начиная экспедицию, он полагал, что исследует реку, устье которой якобы обнаружил Джеймс Кук в заливе Аляска Тихого океана. Когда ожидания не оправдались, Маккензи дал исследованной реке имя Дисаппойнтмент — «разочарование» (англ. disappointment). Однако Джон Франклин, возглавлявший британскую экспедицию на эту реку в 1825—1826 годах, назвал её в честь первооткрывателя рекой Маккензи (англ. Mackenzie River).

## География и гидрография

### Русло
Река Маккензи вытекает из Большого Невольничьего озера в его западной части, возле населённого пункта Форт-Провиденс на высоте 156 м над уровнем моря. В истоке ширина реки составляет около 825 м. Важными источниками её вод Канадская энциклопедия называет реки Пис и Атабаску. Река Пис, в свою очередь, берёт воду из реки Финли через водохранилище Уиллистон, а в Атабаску стекают воды одноимённого ледника и ледника Дом — частей Колумбийского ледникового поля, считающегося точкой водораздела бассейнов Тихого и Северного Ледовитого океанов и Гудзонова залива. Обе реки впадают с юга в озеро Атабаска, которое затем связывает в Большим Невольничьим озером река Невольничья.
В отличие от большинства североамериканских рек, притоки которых стекают с восточного склона Кордильер, Маккензи течёт не на юго-восток, в сторону Миссисипи и Мексиканского залива, а на север, к Северному Ледовитому океану. Западнее Форт-Провиденса она разливается, образуя мелкое озеро Милс, а затем снова сужается примерно до одной мили, в 20 км восточнее Форт-Симпсона образуя пороги Грин-Айленд. У Форт-Симпсона, примерно в 300 км по течению ниже Большого Невольничьего озера, в Маккензи с юга впадает река Лиард. Это крупная водная артерия — её длина превышает тысячу километров, а площадь водосборного бассейна составляет 277 тысяч км². Воды Лиарда насыщены илом и заметно мутнее вод Маккензи, и образующийся эффект «двух рек в одной» в той или иной степени сохраняется на протяжении 480 км вниз по течению. В районе Форт-Симпсона русло Маккензи обрамляют крутые и высокие (от 30 до 60 м высотой) берега из серого гравия.
Севернее Форт-Симпсона ширина реки составляет около мили, а высота зеркала воды примерно 120 м над уровнем моря. Вскоре после этого, у места впадения реки Норт-Наханни, Маккензи отклоняется на запад-северо-запад и несёт свои воды через широкую равнину. Низменность Маккензи покоится на меловых и девонских породах возрастом от 100 до 400 млн лет (песчаники, известняки, глинистые сланцы), поверх которых отложился толстый слой ледниковых и аллювиальных наносов — глины, песка и гравия. Западную границу речной долины образуют горы Маккензи высотой 1,5—1,8 км, а восточную, на большей части её протяжения, — оконечность древнего Канадского щита, постепенно поднимающаяся до высоты 300 м. В предгорьях хребта Маккензи река поворачивает на север и течёт параллельно горам. На участке между Ригли (бывшая фактория рядом с горами Маккензи) и расположенным ниже по течению Форт-Гуд-Хоупом восточную границу речной долины формируют горы Франклина. Севернее Ригли в реку впадают с запада ещё два притока — Редстон и Кил, стекающие с гор и поэтому наиболее полноводные в начале лета, в период таяния снегов, и мелкие к его концу. У посёлка Тулита (Форт-Норман) в Маккензи впадает короткая, но полноводная Большая Медвежья река, вытекающая из Большого Медвежьего озера. Летом её чистая вода не смешивается с несущей большой объём ила водой Маккензи на протяжении 80 км и течёт параллельно ей вдоль правого берега.
У посёлка Норман-Уэлс на высоте 53 м над уровнем моря Маккензи разливается в ширину до 6,4 км. За Норман-Уэлсом река течёт по заросшим протокам между скалами и многочисленными островами, общая ширина её русла достигает 5 км. Далее вдающийся в реку скалистый мыс образует теснину с бурным течением, известную как пороги Сан-Со и создающую проблемы для судоходства. Здесь же в Маккензи с запада впадает река Маунтин. Следующее расширение русла происходит в нескольких километрах выше Форт-Гуд-Хопа, после чего известняковые утёсы, известные как Рампартс (с англ. — «Крепостные валы»), снова заставляют его сузиться. В этом месте также образуются пороги. Затем русло (пересекшее к этому времени Северный полярный круг) вновь меандрирует, в нём часто появляются острова, а также блуждающие песчаные отмели.
В 270 км от моря в Маккензи впадает Арктик-Ред-Ривер, и вскоре после этого начинается дельта Маккензи. Ширина дельты достигает 80 км, её границы формируют горы Ричардсон на западе и гряда холмов Карибу на востоке. В дельте Маккензи расположены многочисленные лесистые острова, сформированные речными наносами. Некоторые из них (в том числе остров Ричардс) велики настолько, что текущие по ним реки получили собственные названия.
Специфичной формой рельефа прибрежных районов моря Бофорта в окрестностях устья Маккензи являются конические холмы, известные как «пинго». Они представляют собой бугры криогенного пучения, в которых поверхностный слой почвы покрывает ледяную основу. В районе Пойнт-Сепарейшен в Маккензи с юга впадает река Пил, и здесь русло разделяется на три судоходных ветви (или канала, англ. channels): Ист-Чаннел, расположенный у восточного края дельты и протекающий рядом с Инувиком, Пил-Чаннел у западной кромки дельты, протекающий рядом с Аклавиком, и Мидл-Чаннел, несущий основную массу воды в море Бофорта и Северный Ледовитый океан. В дельте площадью от 12 до 13 тыс. км² насчитывается 24—25 тысяч озёр разных размеров. Морские приливы высотой от 0,3 до 0,4 м распространяются вверх по дельте на 60 км. При нагонных повышениях уровня воды в реке, вызываемых сильными ветрами с моря Бофорта, он может подниматься на 2-3 м, затопляя низменные участки дельты.

Вид реки на разных участках русла
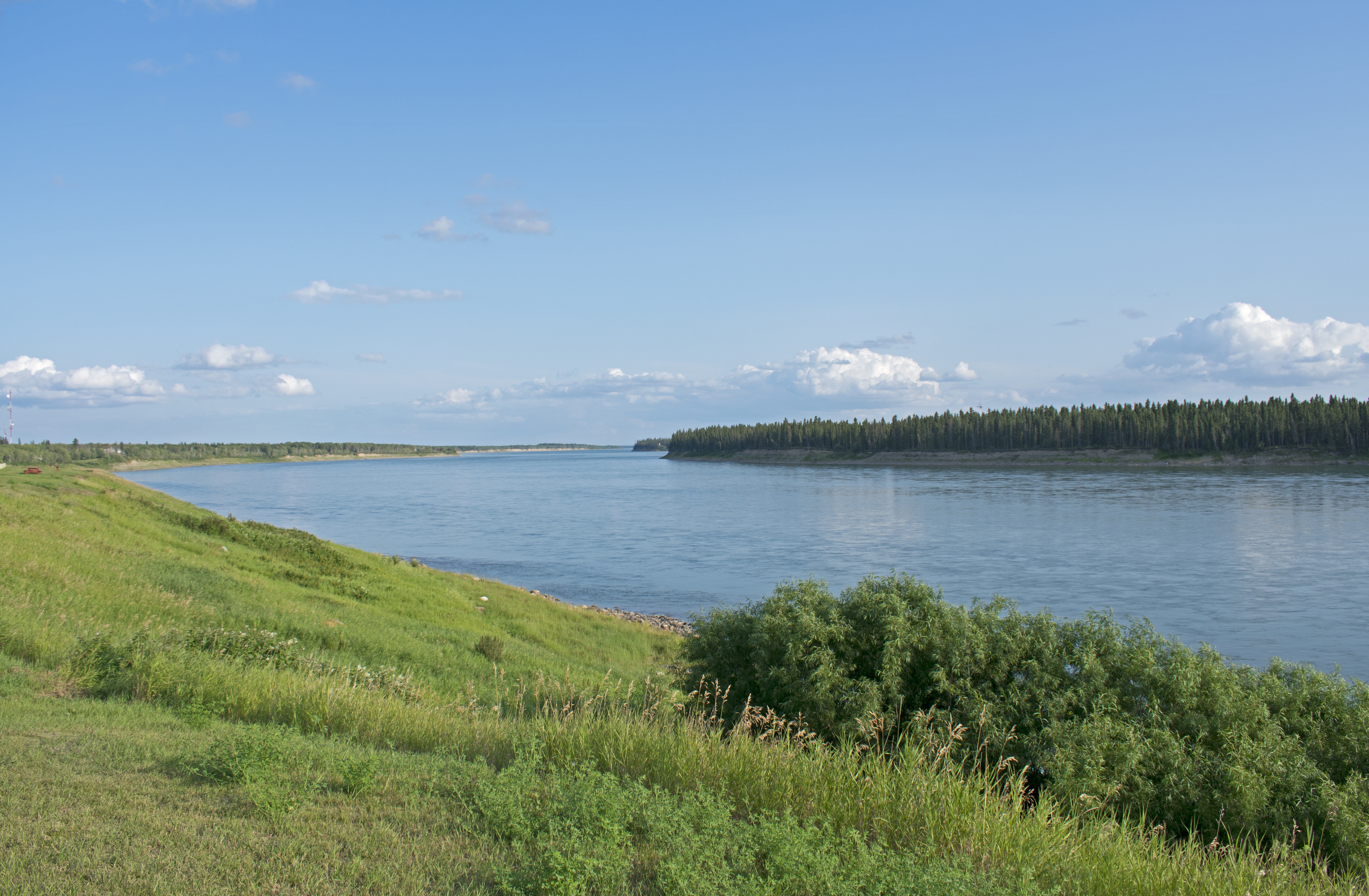
Верховья у Форт-Провиденса
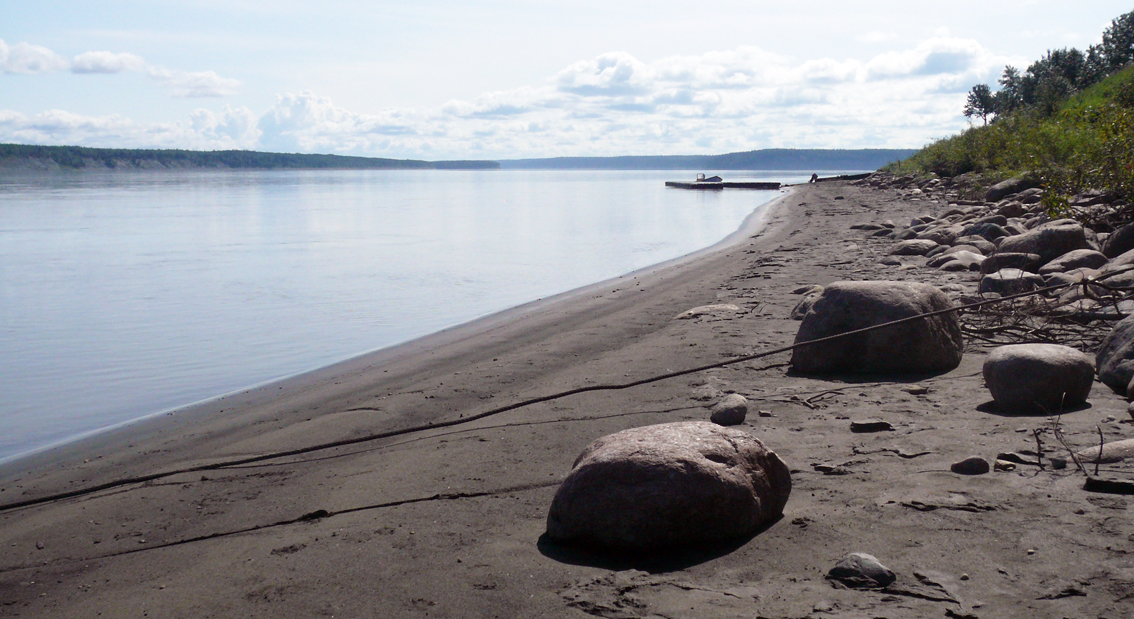
У места впадения реки Лиард
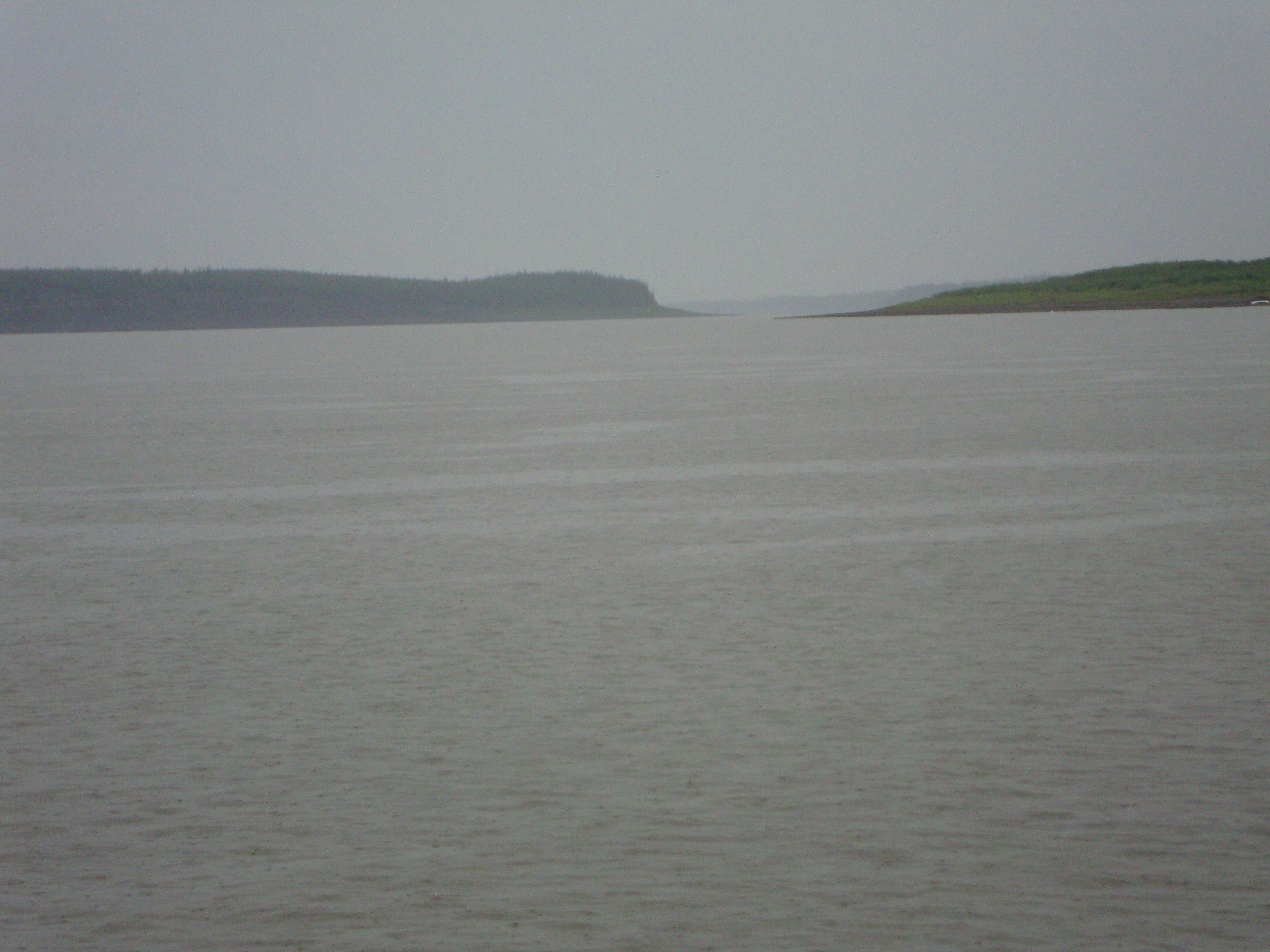
Перед тесниной Рампартс
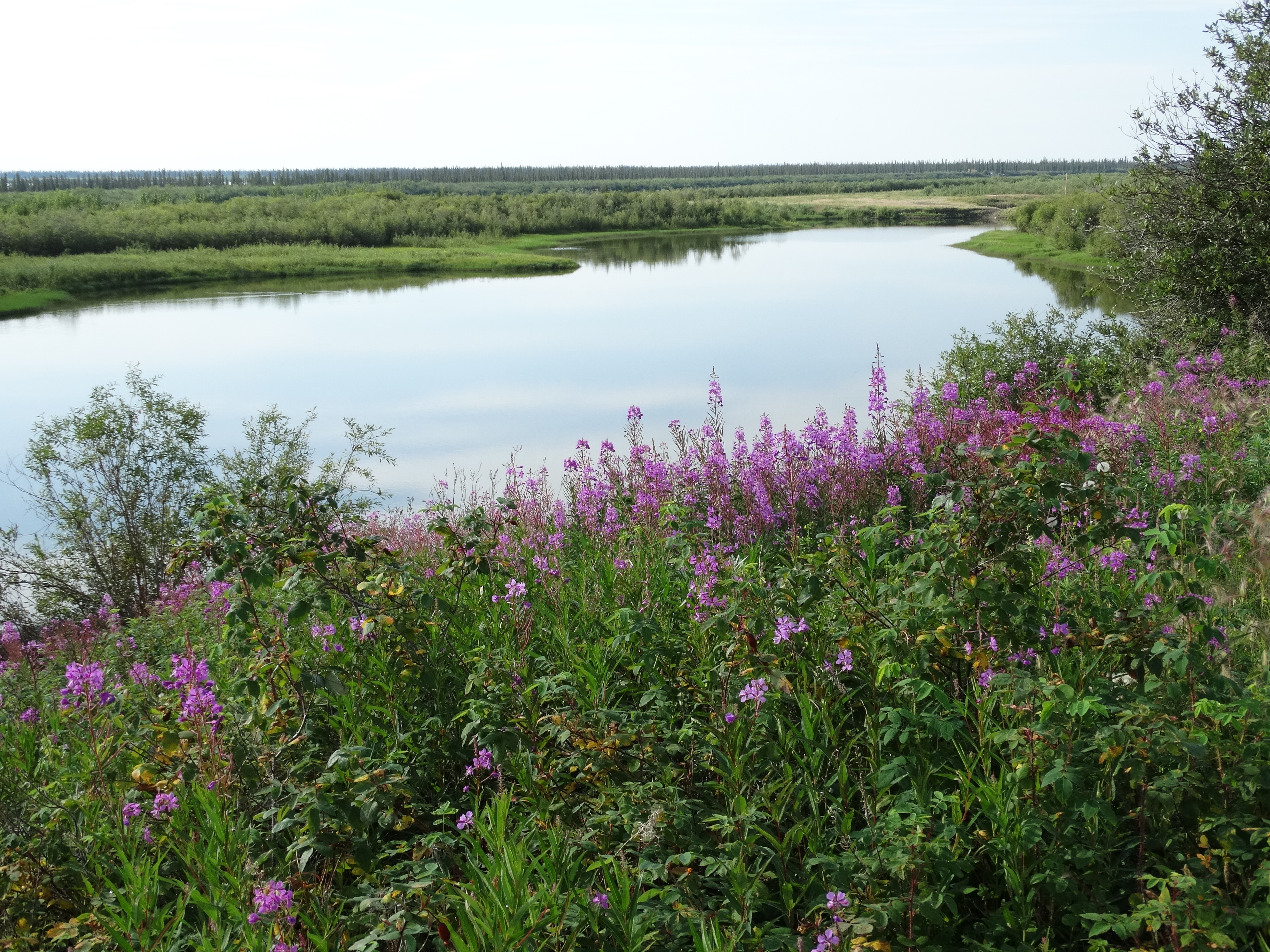
Ист-Чаннел у Инувика

Длина Маккензи от точки вытекания из Большого Невольничьего озера до места впадения в Северный Ледовитый океан составляет, по разным источникам, от 1650 до 1738 и 1770 км. Длина дельты с юга на север по оценке Британской энциклопедии — свыше 190 км, а согласно Большой российской энциклопедии — 274 км вдоль Ист-Чаннела. Общая длина системы, от истоков реки Финли до впадения в море Бофорта, согласно Канадской и Британской энциклопедиям составляет 4241 км, что делает её второй по протяжённости в Северной Америке после Миссисипи (Большая российская энциклопедия приводит значительно более низкую величину — 3693 км). Река получила прозвище «холодная Амазонка» (англ. Cold Amazon).

### Водосборный бассейн и водный режим

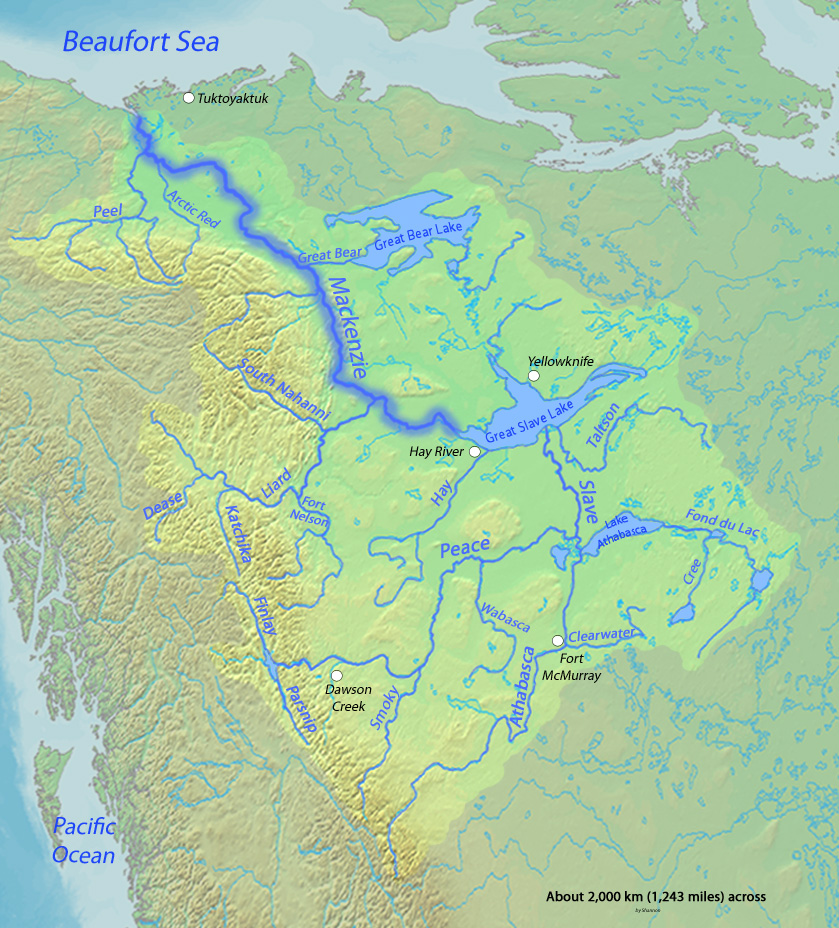
Бассейн реки Маккензи

Общий водосборный бассейн Маккензи включает, помимо притоков, ряд крупных озёр (в том числе Большое Невольничье, Большое Медвежье и Атабаска). Всего в бассейне насчитывается 9 озёр, превышающих по площади 1000 км². Площадь водосборного бассейна составляет свыше 1,8 млн км², что сопоставимо с площадью всей Мексики и больше, чем у любой другой реки в Канаде. Бассейн Маккензи охватывает части пяти провинций и территорий страны (Британская Колумбия, Альберта, Саскачеван, Северо-Западные территории и Юкон), и на него приходится примерно 20 % всей её по площади. Среди всех водосборных бассейнов мира он занимает по площади, по разным источникам, 10-е, 11-е или 12-е место. Географически его подразделяют на шесть частей — бассейны Атабаски, Писа, Лиарда, Пила, Большого Невольничьего озера, а также собственно Маккензи и Большого Медвежьего озера.
Из-за окружающей русло реки многолетней мерзлоты лишь небольшая часть получаемой от истоков или с осадками воды не доходит до устья, а перепады стока в сухие и влажные месяцы более значительны. Источники приводят разные оценки расхода воды. Так, Большая российская энциклопедия пишет о среднемноголетнем расходе воды в 11 тыс. м³/с в низовьях (347 км³ в год), Канадская энциклопедия — о 9,7 тыс. м³/с, а Британская энциклопедия — о 9630 м³/с в месте впадения реки Арктик-Ред-Ривер. Последний источник также оценивает расход воды в летние месяцы (по высокой воде) в 15 290 м³/с. Большая российская энциклопедия оценивает максимальный расход воды в июне в более чем 25 тыс. м³/с. С декабря по апрель, в период низкой воды, сток составляет около 4 тыс. м³/с. В 1981 году расход воды Маккензи оценивался как четвёртый среди всех рек, впадающих в Северный Ледовитый океан, среди канадских рек по этому показателю она уступает только реке Святого Лаврентия. Несмотря на сообщения об обмелении реки, анализ стока Маккензи за период с 1939 по 2013 год показал, что за это время он вырос, хотя возможны значительные временные изменения, совпадающие с циклами Тихоокеанского десятилетнего колебания.
Сток взвешенных наносов в устье составляет порядка 130 млн т в год — Маккензи несёт больше взвешенных твёрдых веществ, чем любая другая река в районе полярного круга. Около 80 % наносов задерживается на некоторое время в дельте реки, в том числе более 40 млн т — на сроки дольше года. В стоке Маккензи и Юкона — второй большой арктической реки Северной Америки — также содержится большое количество растворённого органического углерода, высвобождаемого в результате оттаивания многолетней мерзлоты. Маккензи выносит в океан значительные объёмы плавника; эта древесина либо попадает в неё с водами реки Лиард, либо смывается с берегов в результате их эрозии.

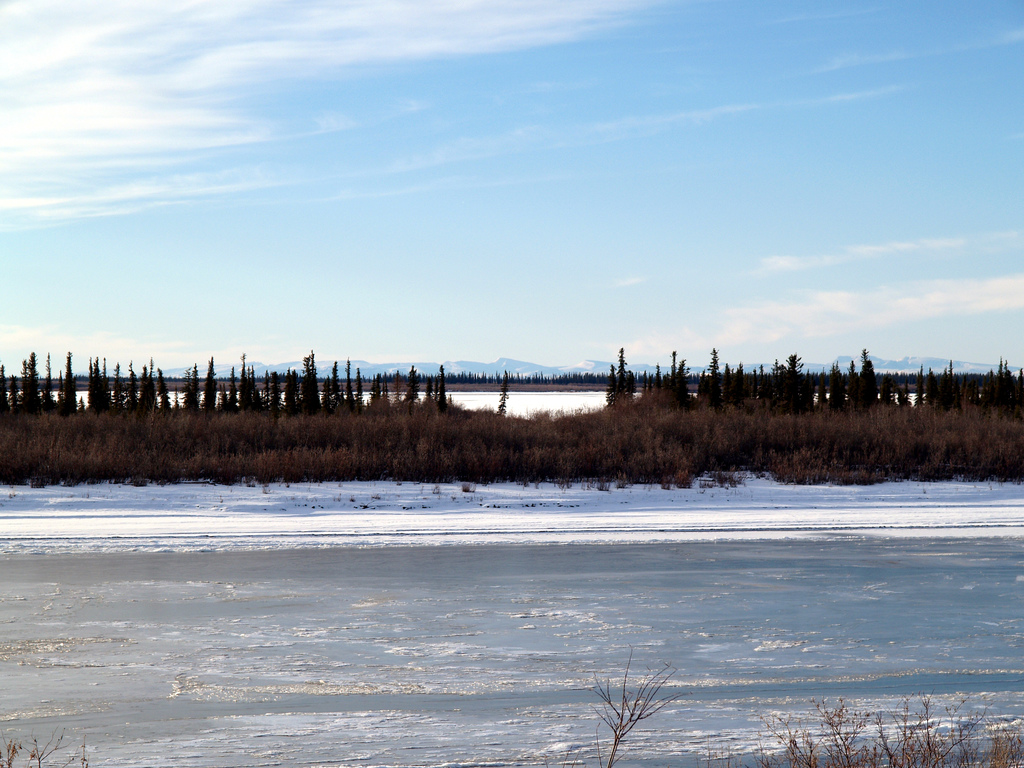
Маккензи зимой

По разным оценкам, от 11 % до 13 % пресной воды, попадающей в Северный Ледовитый океан, поступает по реке Маккензи. Питание реки — снеговое и дождевое. Основные фазы водного режима: долгое весенне-летнее снегодождевое половодье, летне-осенние паводки и долгая осенне-зимняя межень (низкая вода). Температура воды весь период ледостава остаётся около 0 °C, в мае поднимается до 5 °C, достигает максимума в 16—18 °C в июле и к октябрю снова опускается до 3—5 °C. Большое Невольничье озеро, из которого вытекает река — самая северная точка системы, очищающаяся ото льда весной (хотя в центре озера лёд может сохраняться до лета). На самой Маккензи ледоход в верховьях начинается в середине мая. Её крупные южные притоки очищаются ото льда раньше, и весной обыкновенны наводнения. В нижнем течении лёд обычно вскрывается к концу мая, в дельте — в конце мая — начале июня (в западных каналах дельты раньше из-за более ранних сроков ледохода на реке Пил). Морской лёд в месте впадения Маккензи в море Бофорта в июне обычно находится на некотором расстоянии от берега. Период открытой воды обычно продолжается до октября, когда река начинает замерзать; ледяной покров постепенно поднимается от устья на севере к истокам.

### Притоки
С запада в Маккензи впадают лишь несколько больших рек, собирающих воду в горных районах северо-востока Британской Колумбии и севера Альберты. С востока, со стороны Канадского щита, текут многочисленные, но более короткие притоки. Большая российская энциклопедия перечисляет следующие притоки реки Маккензи:
| Правые (восточные)                                       | Левые (южные и западные) |
| -------------------------------------------------------- | --- |
| - Уиллоулейк - Блэкуотер - Большая Медвежья - Хэр-Индиан | - Траут - Лиард - Норт-Наханни - Рут - Ригли - Джонсон - Дахадинни - Редстон - Кил - Малая Медвежья - Каркажу - Маунтин - Рампартс - Арктик-Ред-Ривер - Пил |

### Климат
Бассейн реки протянулся от умеренного до арктического климатического пояса. Климат на всей его площади континентальный и характеризуется суровыми зимами. Средние температуры воздуха в южных плодородных районах в июле приближаются к 16 °C, в дневное время варьируя от 21 °C до 29 °C. С декабря по март над долиной Маккензи устанавливается область высокого атмосферного давления и среднедневные температуры в большей её части падают до −25 °C и ниже, лишь к югу от Форт-Симпсона не переходя эту отметку. В целом, температуры в середине как зимнего, так и летнего периода стабильны по всей долине Маккензи к югу от Инувика, перепады в зависимости от местности по данным на 2000 год не превышали 5 градусов. Во второй половине XX века наблюдалась тенденция к росту среднегодовых температур и уменьшению глубины снегового покрова.
Наибольший объём осадков в бассейне приходится на его западную, гористую часть, где берут начало все важнейшие притоки Маккензи; в этом регионе объём осадков колеблется между 500 и 1600 мм, тогда как в восточной части бассейна — между 250 и 400 мм в год. От 30 % до 70 % осадков выпадает в виде снега. В долине самой реки Маккензи выпадает от 300 до 400 мм осадков в год, этот объём снижается в дельте до 250 мм в районе Инувика и 125 мм у Тактояктука. Хотя направление долины Маккензи диктует преобладание направления ветров с северо-запада на юго-восток, общая картина ветров сложная и включает такие местные особенности, как шинук со склонов Скалистых гор и господствующие восточные ветры в Инувике и Тактояктуке.

## Экология

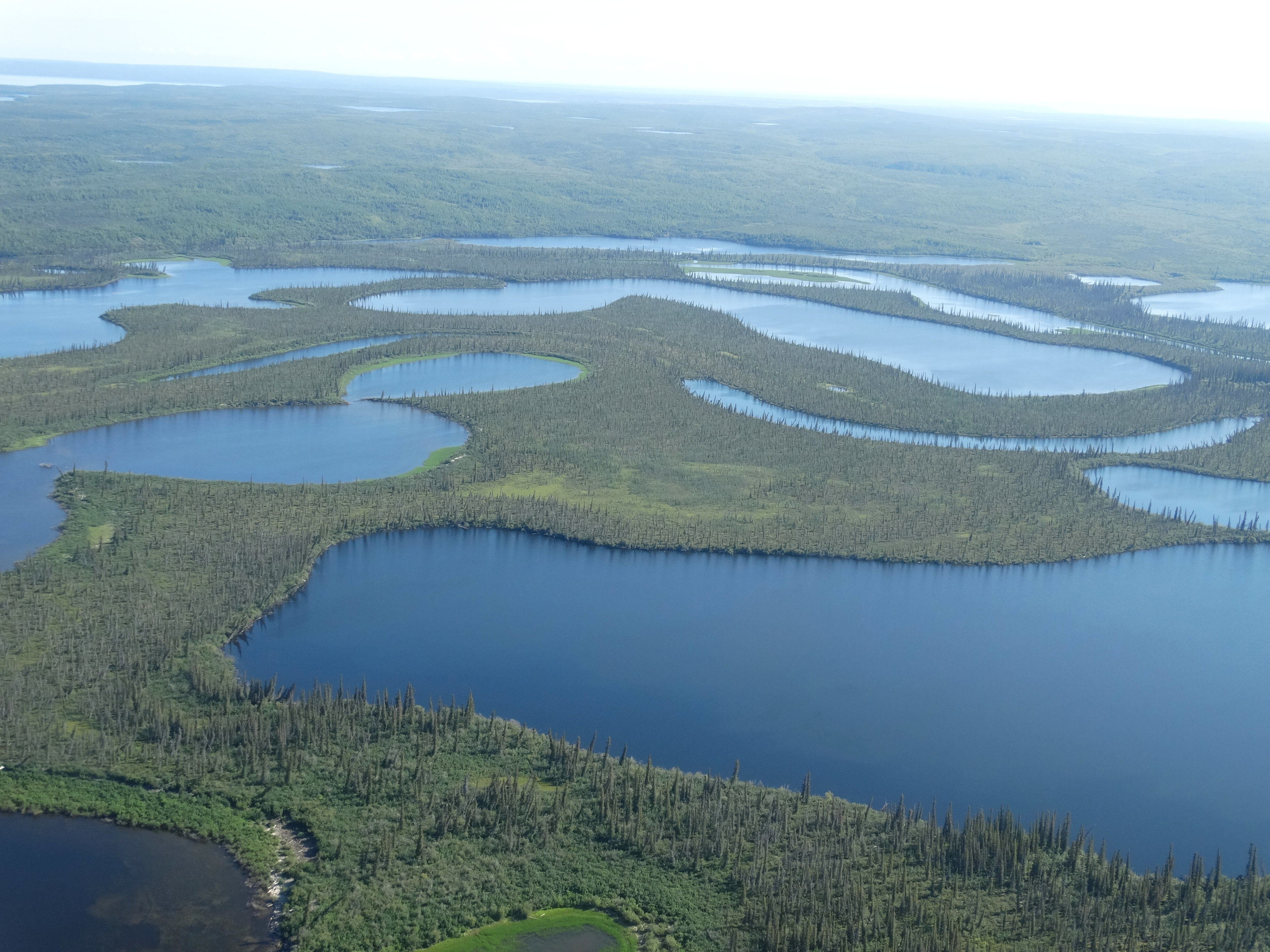
Озёра и еловый лес в дельте Маккензи

Под территорией всей низменности Маккензи к северу от Большого Невольничьего озера залегает многолетняя мерзлота, несколько верхних сантиметров которой оттаивают в летние месяцы. На востоке водосборного бассейна почвы тонкие, малоплодородные, скальная порода находится близко к поверхности. В условиях многолетней мерзлоты почвы плохо впитывают воду, что, несмотря на невысокий объём осадков, ведёт к образованию обширных заливных непросыхающих пойм. При этом в условиях общего потепления мерзлота начинает оттаивать, и результатом становится быстрая эрозия речных берегов, укреплению которых глубокой корневой системой прежде препятствовала сама мерзлота.
Долина реки сильно заболочена, покрыта еловым лесом. В центральной и южной части бассейна Маккензи преобладает ель сизая, местами как единственный вид деревьев, а в других местах перемежаемая сосной Банкса, сосной скрученной, тополем осинообразным и бальзамическим. Часто, но не регулярно встречается берёза бумажная. На заболоченных участках обычна ель чёрная, иногда смешанная с лиственницей американской. Леса чёрной ели характерны для островов в дельте Маккензи, где они постепенно редеют по мере приближения к океану. В нижнем течении реки распространены карликовые формы чёрной ели, а также ива арктическая и ольха зелёная, а ещё дальше на север растительность в основном состоит из мхов, лишайников и низкорослых кустарников в более сухих местах и лугов пушицы на участках с плохим дренажем. На возвышенных территориях к западу от реки основу лесов составляют ель Энгельмана, сосна скрученная и пихта шершавоплодная. Деградация подпочвенного слоя многолетней мерзлоты приводит к постепенному изменению экосистем в долине Маккензи: на смену еловым лесам, растущим на мерзлоте, приходят низинные болота либо плоские торфяники.
Ихтиофауну Маккензи, подобно другим арктическим рекам, отличает невысокое видовое разнообразие, при этом среди обитающих в ней рыб преобладают крупные, долгоживущие виды, способные на дальние миграции. В общей сложности в реке обитает 54 вида рыб, многие из которых мигрируют между ней и её притоками (сельдевидный сиг, нельма, обыкновенный чукучан) либо между рекой и морем (нельма). Некоторые виды проходят при этом значительные расстояния — так, арктический омуль поднимается от дельты Маккензи до реки Лиард. Другие виды рыб включают чавычу, микижу, лосося Кларка, большеголового гольца, горного валька и трёхиглую колюшку.
Река служит важным миграционным путём для перелётных птиц, проводящих лето в её дельте, среди которых белый гусь, малый лебедь и канадский журавль. Летом в дельте Маккензи собирается четверть миллиона уток и несколько тысяч гусей. В общей сложности долина реки служит временным обиталищем 26 видам перелётных птиц. Многочисленные протоки между островами, озёра и пруды создают удобные условия для обитания популяции ондатр, на берегах реки встречаются лоси, бобры, норки и лесные лягушки. Летом в дельте приносят потомство белухи.
Экологической обстановке в районе реки Маккензи угрожают глобальные изменения климата. В частности, выражаются опасения, что таяние многолетней мерзлоты может привести к загрязнению реки и её окрестностей отходами нефте- и газодобычи, а изменения в режиме выпадения и таянии снега — к изменениям высоты воды в весенне-летний и осенне-зимний периоды. С середины 1980-х годов в водах реки повышается содержание ртути и полихлорированных дифенилов — агентов загрязнения, поступающих в неё издалека. С 1970-х годов тщательную проверку, включающую консультации с коренным населением затрагиваемых районов, проходили различные проекты постройки «энергетических коридоров» (нефте- и трубопроводов) в долине Маккензи. Начиная с работы комиссии Бергера в середине 1970-х годов для таких проектов устанавливаются жёсткие требования с точки зрения влияния на окружающую среду и традиционный образ жизни коренного населения, и, как результат, ни один из проектов вплоть до конца 2010-х годов не был утверждён.

## История
В средне- и позднемеловом периоде и начале палеогена (примерно 100—70 млн лет назад) бо́льшая часть современной долины Маккензи располагалась под водами Западного внутреннего моря, разбивавшего Северную Америку на множество больших островов. В ходе Ларамийского орогенеза, когда начали формироваться Североамериканские Кордильеры, возникли первые из современных притоков Маккензи, текущие через горы на восток и образующие часть гигантской речной системы Белл, которая несла свои воды в Гудзонов пролив Атлантического океана. Во время так называемого Висконсинского оледенения ледник покрывал 80 % водосборного бассейна Маккензи. Современное течение реки сформировалось только после его окончательного отступления.
Люди появились в районе реки примерно 12 тысяч лет назад, попав к ней из Азии через сухопутный перешеек на месте Берингова пролива. Вслед за первой волной переселения пришла вторая — предки современных инуитов, расселившиеся вдоль океанского побережья, в том числе и в дельте реки. Древнейшие археологические находки в бассейне Маккензи — микролиты и наконечники для стрел с желобками — датируются концом оледенения (не ранее 13-14 тысяч лет назад). До прихода европейцев река была известна коренным народностям — дене, кучинам и инуитам, на чьих языках обыкновенно именовалась «Большой рекой» или «Рекой, текущей через большую страну». У дене, населявших верховья и среднее течение реки, она была известна как Де-Чо, у гвичья-кучинов как Нагвичунджик, у инувиалуитов, западных инуитов, живших у её устья, — как Куукпак. В долине Маккензи совершал свои подвиги герой индейской мифологии (Ямория у дене, Атачуукаи у кучинов), который усмирил или истребил гигантских животных, пожиравших людей. Коренные народы занимались охотой на карибу и рыбной ловлей. По берегам реки располагались рыболовецкие лагеря. Инуитское зимнее стойбище Куукпак существовало близ устья реки с XV века и было оставлено лишь в конце XIX века из-за эпидемий болезней, занесённых европейцами. В итоге, хотя к середине XIX столетия в дельте Маккензи проживало примерно 4800 человек, к началу XXI века общая численность населения дельты достигла лишь 5,5 тысячи человек.

Серебряный канадский доллар, выпущенный к 200-летию путешествия Александра Маккензи

Хотя первые контакты коренных обитателей бассейна реки с европейскими поселенцами, связанные с торговлей пушниной, приходятся на конец XVII и начало XVIII века, европейцы к ней долго не выходили. Первая приблизительная карта её водосборного бассейна была составлена со слов коренного населения мехоторговцем Питером Пондом в конце 1770-х годов. Согласно этой карте, большая река впадала не в Северный Ледовитый океан, а в некое «Северо-Западное море» (фр. Mer du Nord West), что намекало на возможность открытия долгое время разыскиваемого европейцами Северо-Западного прохода. Такие первопроходцы, как Дэвид Томпсон и Саймон Фрейзер, посещали земли, относящиеся к этому бассейну, но лишь в 1789 году европеец прошёл основным течением большой реки от Большого Невольничьего озера до места впадения в океан. Этим первопроходцем стал Александр Маккензи, который совершал свой переход с 29 июня по 14 июля 1789 года. Впоследствии река получила его имя.
Сравнительная лёгкость транспортировки грузов водным путём привлекала европейских торговцев и миссионеров. Северо-Западная компания учредила на реке фактории, в том числе будущий Форт-Симпсон, в XIX веке ставший штаб-квартирой её преемницы — Компании Гудзонова залива. В конце 1850-х годов католические миссии открылись в Форт-Симпсоне, Форт-Нормане и Форт-Гуд-Хопе. Компания Гудзонова залива, католическая и англиканская церковь и Королевская канадская конная полиция определяли то, как жил регион, вплоть до 1950-х годов в условиях почти полного отсутствия государственной гражданской администрации.
Летом 1920 года севернее Форт-Нормана компанией Imperial Oil были разведаны запасы нефти. Вслед за этим заработал перерабатывающий комбинат в Норман-Уэлсе, с 1930-х годов снабжавший нефтепродуктами местные промышленные объекты, включая Йеллоунайф и Порт-Радиум. В 1940-е годы при участии США был построен имевший стратегическое значение нефтепровод «Канойл», по которому сырая нефть из Норман-Уэлса перекачивалась в Уайтхорс на Юконе (запущен в феврале 1944-го, но остановлен через год с небольшим из-за больших потерь материала и высокой стоимости технического обслуживания). Тогда же на Северо-Западных территориях началось планомерное строительство шоссе круглогодового действия. Поскольку стада карибу были сильно истощены охотой в XIX веке, канадское правительство начало внедрение в этом регионе одомашненных северных оленей. Инуиты перенимали опыт оленеводства у специалистов-саамов, прибывших со стадами из Скандинавии.
К началу 1970-х годов начались судебные тяжбы коренных народов против федерального правительства, связанные с толкованием договора, подписанного после находки на реке Маккензи нефти. Часть земельных споров, касающихся центрального и северного течения реки, была урегулирована в 1980—1990-е годы, но тяжба вокруг прав на южные районы продолжается и в XXI веке.

## Хозяйственное значение
Бассейн Маккензи в целом слабо заселён — общая численность населения в нём составляет примерно 400 тысяч человек, или менее одного человека на квадратный километр. С 1971 по 2001 год население выросло на 60 %, однако в основном сосредоточено на юге региона — в бассейнах рек Пис и Атабаска; в части бассейна, приходящейся на Северо-Западные территории, где протекает сама река Маккензи, в 2001 году проживало лишь 9 % населения бассейна в целом (для сравнения, на бассейн реки Пис приходится около 50 % от общего населения, а на бассейн Атабаски — 40 %). По мере продвижения на север в населении возрастает доля представителей коренных народов. В общей сложности в части бассейна, относящейся к Маккензи выше Большого Невольничьего озера, в начале XXI века насчитывалось 13 населённых пунктов с общим населением около 7,8 тысячи человек (в том числе 2,9 тысячи в Инувике — крупнейшем из них).
Основная экономическая деятельность в бассейне Маккензи связана с добычей нефти и природного газа. Наиболее богатые месторождения располагаются в южной части бассейна — на северо-западе Альберты и северо-востоке Британской Колумбии, в частности в битумозных песках Атабаски к северу от Форт-Мак-Марри. С 1930-х годов ведётся добыча нефти в Норман-Уэлсе. Местный нефтеперерабатывающий комбинат поставляет нефтепродукты для населённых пунктов, транспорта и промышленных объектов в северной части системы Маккензи, а в 1980-е годы добыча была расширена настолько, чтобы оправдать прокладку трубопровода в Альберту. Запасы нефти и газа были также разведаны в дельте Маккензи и на шельфе моря Бофорта. Объёмы добычи на нефтяных полях Норман-Уэлса достигли пика в начале 1990-х годов, когда ежедневно добывалось по 34 тыс. баррелей нефти. Объём горючего газа в ещё не разрабатываемых битуминозных сланцах на реке Лиард оценивается в 6,2 трлн м³.
В бассейне также разрабатываются месторождения урана: в 1930—1960-е годы на восточном побережье Большого Медвежьего озера, в 1950—1980 годах на северном побережье озера Атабаска в Саскачеване, а с 1980-х годов на юго-восточном побережье этого же озера. Добыча вначале золота, а затем алмазов составляет основу экономики Йеллоунайфа — столицы Северо-Западных территорий. До 1990 года к югу от Большого Невольничьего озера добывались свинец и цинк, при этом объёмы добычи были достаточными, чтобы оправдать прокладку первой железной дороги на Северо-Западные территории, в 1960-е годы соединившей город Хей-Ривер с рекой Пис.
Развиты также рыболовство и пушной промысел. Среди добываемых ценных видов пушнины — бобр, ондатра, куница, лиса, рысь. В целом, однако, пушной промысел уже не занимает такого важного места в экономике региона, как раньше. В Большом Невольничьем озере и озере Атабаска ведётся коммерческий лов озёрного гольца-кристивомера и сельдевидного сига, в самой реке Маккензи местные жители ведут лов сетями для собственных нужд. Некоторое сельскохозяйственное значение имеют южные регионы системы, в основном в долине реки Пис. В лесах в этом же регионе заготавливается строительный лес и древесина для производства бумаги. До 1940-х годов фермерством и садоводством занимались и поселенцы на самой реке Маккензи, пока усовершенствование транспорта не позволило ввозить большую часть продуктов питания.

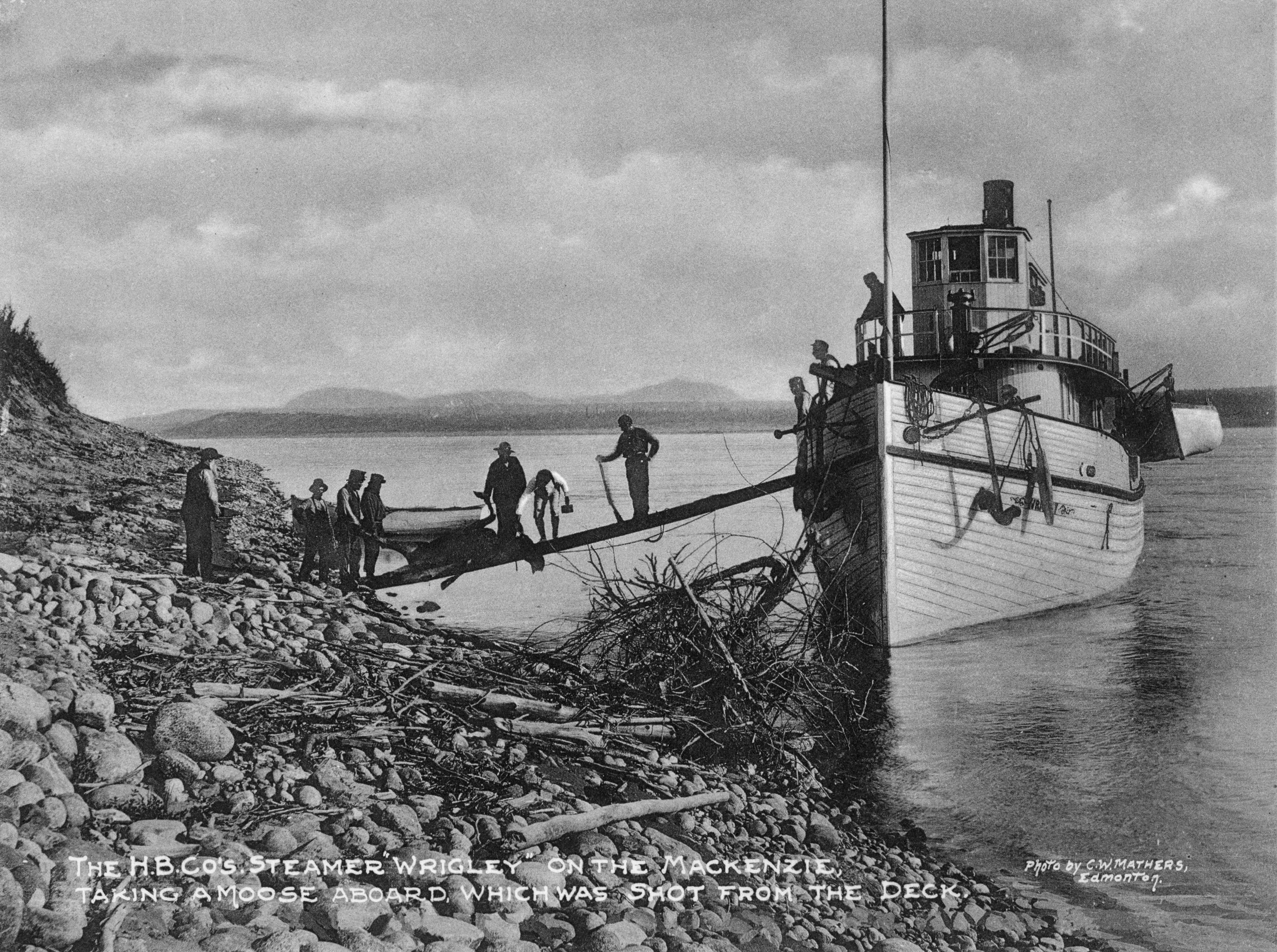
Пароход Wrigley на Маккензи, 1901 год

На протяжении значительной своей части система реки Маккензи судоходна. Общая протяжённость судоходного участка от населённого пункта Уотеруэйс в Альберте на реке Атабаска до Тактояктука на море Бофорта превышает 2200 км. Первый пароход по реке Маккензи прошёл в 1886 году. До конца 1940-х годов основным транспортом в регионе оставались крейсировавшие по Маккензи суда с кормовым гребным колесом. Флагман колёсного флота, Distributor, совершал два-три рейса в оба конца с пассажирами и грузами за летний сезон.
Во время Второй мировой войны с помощью военных специалистов из США был проложен нефтепровод из Форт-Уэлса в Уайтхорс на Юконе. С 1968 года, когда запасы ископаемого топлива были разведаны на северном побережье Аляски, ведётся разработка планов по прокладке трубопровода уже в противоположном направлении — в континентальные штаты США. Значительная часть маршрута транспортировки по этим планам должна проходить по землям исконных обитателей долины Маккензи, которые пытаются предотвратить это юридическим путём.
В послевоенные годы также предпринимались усилия по строительству на Северо-Западных территориях всесезонных шоссе. Так, трасса 1 доходит на севере до Ригли на берегу Маккензи (Ригли и Форт-Симпсон — наиболее северные из населённых пунктов верхнего течения Маккензи, связь с которыми осуществляется по постоянным всесезонным дорогам, тогда как поселения ниже по течению связывают с остальной частью континента только речной и воздушный транспорт либо временные дороги-зимники). В нижнем течении такие поселения, как Цигетчик, Инувик и Тактояктук, связывает с территорией Юкон ещё одна внесезонная дорога — трасса Демпстер, в части, проходящей по Северо-Западным территориям, известная как трасса 8. В 2012 году открылся первый постоянный мост через Маккензи, по которому у Форт-Провиденса реку пересекает трасса 3. В Тактояктуке грузы, доставленные по реке, перегружаются на суда с большей осадкой, которые направляются в изолированные посёлки, нефтяные промыслы и радарные станции на западном Арктическом побережье.
В 1960-е годы возведена плотинная гидроэлектростанция на реке Пис; добываемая энергия уходит в Ванкувер. Каскады на реках Снэр и Толсон снабжают электроэнергией Йеллоунайф. Существуют планы строительства дополнительных плотин на реках Пис и Невольничьей. На самой реке Маккензи гидроэлектростанций нет.